# Plotococcus neotropicus
Plotococcus neotropicus är en insektsart som beskrevs av Williams och Granara de Willink 1992. Plotococcus neotropicus ingår i släktet Plotococcus och familjen ullsköldlöss. Inga underarter finns listade i Catalogue of Life.